# كالافينا
كالافينا هي فرقة يابانية أُسست على يد الملحنة يوكي كاجيورا (Yuki Kajiura) في عام 2007 لأداء أغاني الأنيمي الياباني حديقة المذنبين (Kara no Kyōkai). ظهرت الفرقة لأول مرة في عام 2008 بعضوتين من مشروع يوكي كاجيورا FictionJunction، واكانا أوتاكى وكيكو كوبوتا والتي لم يتم تأكيد عضويتها إلى أن أقيم الحفل الأول لـ Dream Port 2008 في 29 أبريل عام 2008. وفي مايو 2008، أعلن عن انضمام كلا من مايا وهيكارو إلى الفرقة.

## الأعضاء

### الحاليين
- واكانا أوتاكى (大滝若菜 Ōtaki Wakana، ولدت في 10 ديسمبر 1984) - غناء. وهي أيضا عضوة في فرقة FictionJunction وتعاونت سابقا مع يوكي كاجيورا كـ FictionJunction WAKANA.
- كيكو كوبوتا (窪田啓子 Kubota Keiko، ولدت في 5 ديسمبر 1985) - غناء. وهي كذلك عضوة في فرقة يوكى كاجيورا FictionJunction وعملت جنبا إلى جنب مع لها تحت اسم FictionJunction KEIKO.
- هيكارو ماساى (政井光 Masai Hikaru، ولدت في 2 يوليو 1987) - غناء. وقد أختيرت من بين 30,000 متقدم لتجارب الأداء التي أقامتها  سوني ميوزيك اليابان (Sony Music Japan).

### الدعم
- يوكى كاجيورا (梶浦 由記 Kajiura Yuki، ولدت في 6 من أغسطس 1965) الملحنة والمنظمة لأغانى كالافينا.
- ريمى (田中玲美 Tanaka Remi، ولدت في 6 من يناير 1977) - مغنى خلفى.
- يوريكو كايدا (貝田由里子 Kaida Yuriko، ولدت في 1 من نوفمبر) - مغنى خلفى.
- هاناى تومارو (戸丸華江 ,Tomaru Hanae) - مغنى خلفى.

### أعضاء سابقين
- مايا تويوشيما (豊島摩耶 Toyoshima Maya) - أختيرت في تجارب الأداء التي أقامتها سوني ميوزيك اليابان (Sony Music Japan). وقد غادرت الفرقة في عام 2009.

## الألبومات

### الألبومات الرئيسية
- Seventh Heaven :2009
- Red Moon :2010
- After Eden :2011
- Consolation :2013
- Far on the Water :2015

### مصنفات أخرى
- 2014: The Best "Red"
- 2014: The Best "Blue"